# Этого забыть нельзя
«Этого забыть нельзя»  —  серия картин советского и российского живописца Евсея Евсеевича Моисеенко.

## История создания
На долю Е. Е. Моисеенко выпали тяжелые испытания. Первокурсником в начале июля 1941 году он добровольцем ушёл в народное ополчение, принимал участие в боях на ближних подступах к Ленинграду. В сентябре 1941-го вместе с воинской частью попал в окружение и был взят в плен. Затем пребывал в лагерях для советских военнопленных в посёлке Волосово, в Режице (Латвия) и в фашистском концлагере Альтенграбов. Вместе с другими узниками художник был освобожден союзными войсками в апреле 1945 г. и по его просьбе был зачислен в состав 3-го гвардейского кавалерийского корпуса.
Страшный опыт концлагеря никогда не отпускал Моисеенко. По словам Виля Липатова, война всю жизнь «колоколом звучала в душе и сердце художника».
Для диплома Е. Е. Моисеенко планировал написать картину «Угон советских граждан в фашистскую неволю», но слишком свежи были ещё раны и дипломом стал «Генерал Доватор» (1947).
Только в начале 1960-х гг., Е. Е. Моисеенко смог вернуться к этой теме, создав свою самую трагическую серию «Этого забыть нельзя», над которой трудился 2 года (1960—1962).

## Сюжеты. Художественные особенности
Серия из 9 картин «Этого забыть нельзя» посвящены трагической судьбе узников фашистского лагеря смерти. Художник-судья вынес свой страстный приговор преступлениям гитлеризма: «Этого забыть нельзя!»
- «Appell (Перекличка)». Х. м. 100х80. (Центральный музей Вооружённых сил РФ, Москва).
- «И будет жизнь». Х. м. 79х52.  (Центральный музей Вооружённых сил РФ, Москва).
- «Он победил». Х. м. 108х65.  (Центральный музей Вооружённых сил РФ, Москва).
- «Песня». Х. м. 73х85.  (Центральный музей Вооружённых сил РФ, Москва).
- «Gott mit uns (С нами бог)». Х. м 190х159.  (Центральный музей Вооружённых сил РФ, Москва).
- «Свобода». Х. м. 100х100. (Государственный музей истории СПб.).
- «За что?» Х.м 100х50. (Государственный музей истории СПб.).
- «Не забудем!» Х. м 70х80. (Государственный музей истории СПб.).
- «Барак». Х. м. 40х60. (Государственный музей истории СПб.).

Вот как описывает картины Г. В. Кекушева-Новосадюк в своей монографии: «Последовательно разворачиваются главы сурового обвинения. Широко открытые глаза мальчика, иссушенного голодом и страданием, молча вопрошают: «За что?» Штабеля человеческих трупов  —  и гневная эпитафия «Не забудем!» Вот немой строй заключённых в картине «Appell» (Проверка), Красноречивее всех слов полные внутреннего горения лица, высоко поднятая голова узника с номером 1200. Люди не утратили своей духовной красоты и чувства человеческого достоинства, они готовы к борьбе, сопротивлению...В полотнах «Он победил» и «Свобода» стена тюремного барака становится полным значения, «говорящим» фоном. В картине «Он победил» квадратные клетки окон, черная зияющая дыра входа в барак как будто перечеркнуты фигурой человека с простёртыми навстречу жизни руками. Во втором холсте пламенеющая, как знамя, стена поддерживает узника, только что вышедшего на свободу. В числе работ этой серии выделяется «Песня» – песня братства, солидарности людей, сплоченных в единую могучую силу сопротивления».
В полотне «Gott mit uns» художник призывает зрителя к горькому осмыслению лицемерного циничного лозунга вермахта: «С нами бог» на фоне угоняемых в рабство мирных жителей. На заднем плане картины Е. Е. Моисеенко изобразил распятие.
Главный герой картины «Барак» имеет черты внешнего сходства с художником. Руки в этом произведении по замыслу Е. Е. Моисеенко, являются символом человеческого страдания, они становятся здесь главным выразительным средством. Рука обессиленного молодого человека касается измождённого старца, сидящего рядом: между ними происходит диалог, уже без слов. Рука, свесившаяся с нар, возможно, уже никогда не поднимется.
Всем картинам серии присуща скупость изобразительных средств, некоторые выполнены в гризайле. Язык его картин предельно прост и обобщён.
Картины Моисеенко перешли грань личного, возвысившись до общечеловеческого звучания. Страстная манера, огромная экспрессия, заложенная в этих полотнах, придали им большую обличительную силу. Известный искусствовед А. Ф. Дмитренко так оценил эти произведения: «Беспокойная память творца возвращает нас к тяжелой военной године в исповедальных по своей сути полотнах «Этого забыть нельзя» о горькой доле пленников, и, одновременно, неистребимости сопротивления человеческого духа насилию».

## История экспонирования
Впервые вся серия экспонировалась на Выставке ко Всемирному конгрессу за мир и разоружение в 1962 году.
Затем 8 картин серии (кроме «Барака») были выставлены на Осенней выставке произведений ленинградских художников 1962 году.
Американский художник Рокуэлл Кент, посетивший выставку, долго и задумчиво стоял подле картин Моисеенко, а, потом, как бы очнувшись от нахлынувших на него мыслей и чувств, убеждённо произнёс: «Такие вещи нужно показывать!».
Почти религиозный надрыв этих произведений в 60-e не пришёлся «ко двору». Передающая ощущения заключенного, видевшего и собственно перенесшего муки концлагеря, эта серия критиковалась за «излишний трагизм».
В 1965 году серия, разделённая на 2 части, поступила из Дирекции выставок и панорам МК СССР в Государственный музей истории Ленинграда и в Центральный музей Вооружённых сил СССР в Москве.
«Период забвения серии „Этого забыть нельзя“ затянулся, он продолжается и ныне: картины почти не выходят за пределы хранения».